# 252

252(이백오십이)는 251보다 크고 253보다 작은 자연수다.

## 수학
- 합성수로, 그 약수는 총 18개다. (1, 2, 3, 4, 6, 7, 9, 12, 14, 18, 21, 28, 36, 42, 63, 84, 126, 252)
  - 252의 진약수의 합은 476이므로, 252는 과잉수다.
- 7번째 육각뿔수다. 앞의 육각뿔수는 161, 다음은 372이다.
- 회문수다.
- {\displaystyle 252=12\times 21}
  - {\displaystyle ab\times ba}의 꼴로 나타낼 수 있는 수열의 12번째 수다. 이 수열의 앞의 수는 121, 다음 수는 403이다. (OEIS의 수열 A061205)
  - {\displaystyle ab\times ba}의 꼴로 나타낼 수 있는 수열의 21번째 수다. 이 수열의 앞의 수는 40, 다음 수는 484다. (OEIS의 수열 A061205)
- {\displaystyle 252=31+37+41+43+47+53}
  - 연속하는 소수(素數) 6개의 합으로 나타낼 수 있으며, 이 성질을 지닌 앞의 수는 228, 다음 수는 280이다.

## 과학
- NGC 252: 안드로메다자리 방향에 있는 렌즈형은하.

## 교통
- 고속도로 및 국도
  - 아우토반 252호선(영어판, 독일어판): 독일의 고속도로.
  - 일본 252번 국도(일본어판): 니가타현 가시와자키시에서 후쿠시마현 아이즈와카마쓰시까지 이어지는 일본의 국도.
- 기타 도로
  - 현도 제252호선

## 군사
- U-252(영어판, 독일어판): 제2차 세계 대전에 사용된 나치 독일의 군용 잠수함.

## 문화유산
- 대한민국의 국보 제252호: 청자 음각‘효문’명 연화문 매병
- 대한민국의 보물 제252호: 포항 보경사 원진국사비
- 대한민국의 사적 제252호: 서울 약현성당

## 방송
- B tv의 육아방송 채널 번호.
- U+ TV의 시니어TV 채널 번호.
- LG헬로비전에서 일본 공영 방송인 NHK 월드 프리미엄의 채널 번호.

## 기타
- 연도: 252년, 기원전 252년